# Közlekedési, Hírközlési és Építésügyi Minisztérium
A Közlekedési, Hírközlési és Építésügyi Minisztérium (rövidítése:KöHÉM) a Magyar Népköztársaság egyik minisztériuma volt. Az 1988. évi XVI. törvény hozta létre, 1989. január 1-jei hatállyal. Élén Derzsi András miniszter állt 1990. május 23-ig.

## Története
Elődei a Közlekedési Minisztérium és az Építésügyi és Városfejlesztési Minisztérium voltak. A Magyar Köztársaság minisztériumainak felsorolásáról szóló 1990. évi XXX. törvény szüntette meg. 